# Nasjonal Samling
 (juin 2024).
Si vous disposez d'ouvrages ou d'articles de référence ou si vous connaissez des sites web de qualité traitant du thème abordé ici, merci de compléter l'article en donnant les références utiles à sa vérifiabilité et en les liant à la section « Notes et références ».
Nasjonal Samling (terme qui signifie en norvégien « Rassemblement national », et qui est souvent abrégé en NS) était un parti d’extrême droite norvégien, fondé en 1933, qui a été actif durant la période 1933-1945. Ses membres ont participé au gouvernement collaborateur de Vidkun Quisling durant l'occupation allemande.
Il a totalement disparu après son interdiction, à la fin de la Seconde Guerre mondiale. 

## Historique
Le parti fut fondé par l'ancien ministre de la Défense Vidkun Quisling, et un groupe de sympathisants, dont Johan Bernhard Hjort (qui dirigea l'aile paramilitaire du parti pendant une courte période avant de quitter le parti en 1937 à la suite d'un conflit interne). Le parti affirmait avoir été fondé un 17 mai, jour de la fête nationale norvégienne. Il l'avait été en réalité un 13 mai.
Bien qu'il n'ait jamais remporté aucun succès important dans les consultations électorales d'avant la guerre (il ne dépassa pas 2,5 % des voix), ce parti marqua la vie politique norvégienne.
Les autres partis norvégiens voyaient en lui une émanation du national-socialisme allemand, et refusèrent en général de coopérer avec lui.
Plusieurs de ses rassemblements furent soit interdits, soit, comme en Allemagne, marqués par des affrontements avec les socialistes et les communistes.
Pendant toute son existence, une caractéristique du parti fut le niveau relativement élevé des conflits internes. L’antisémitisme, l'hostilité à la franc-maçonnerie, les opinions divergentes sur la religion, ainsi que les liens avec le parti national-socialiste et l’Allemagne nazie, furent des sujets de discussion assez chauds, qui divisèrent le parti en factions. À la fin de la guerre, le parti en était réduit à l'état de secte politique, avec une activité à peine réelle.
En 1940, lorsque l'Allemagne occupa la Norvège, le parti commença une collaboration officielle avec l'occupant, en formant un gouvernement fantoche, rival du gouvernement norvégien en exil, et en travaillant avec le Commissaire du Reich, Josef Terboven.
Cependant, le chef du parti, Quisling, était très controversé tant en Norvège que parmi les occupants. Malgré son désir de prendre le pouvoir, il n'eut pas de fonction officielle avant le 1er février 1942, date à laquelle il devint chef du gouvernement de collaboration pro-allemand, connu sous le nom de Gouvernement national. D'autres ministres importants étaient Jonas Lie (ministre de la Police, également chef de la branche norvégienne des SS, depuis 1941), Gulbrand Lunde (ministre de l'Information et de la Propagande), et le chanteur d'opéra Albert Viljam Hagelin (ministre des Affaires intérieures).
La croyance profonde au paganisme nordique, le romantisme national, l’autoritarisme et le corporatisme dominaient dans l'idéologie de ce parti. La symbolique nordique, les références aux Vikings, aux religions pré-chrétiennes et aux caractères runiques étaient aussi fortement utilisées dans la propagande et les discours. L’emblème du NS est une Roue solaire couleur or sur fond rouge.
Quoique le parti ait eu des liens étroits avec le parti nazi pendant l'occupation allemande, son idéologie était plus proche de celle du parti fasciste italien.
Les autorités d'après-guerre interdirent le parti et poursuivirent ses membres pour cause de collaboration avec l'ennemi, et de trahison, à des degrés divers. Près de 50 000 d'entre eux furent poursuivis, environ la moitié furent condamnés à des peines de prison. Les autorités firent exécuter Quisling et quelques autres membres importants du parti, ainsi que des responsables allemands de haut rang. La légalité des peines prononcées a été discutée, étant donné que la Norvège n'avait pas de peine capitale en temps de paix, et que la constitution norvégienne de l'époque mentionnait que la peine capitale pour crime de guerre devait être prononcée en temps de guerre.
Le cas de Knut Hamsun donna lieu en Norvège à une controverse. Cet auteur internationalement connu (prix Nobel de littérature en 1920 et probablement l'auteur norvégien le plus célèbre, presque à l'égal de Henrik Ibsen) était un sympathisant bien connu du Nasjonal Samling, quoique n'étant pas membre. Après la guerre, Hamsun, qui avait dépassé les 80 ans, fut déclaré mentalement irresponsable, ce qui donna l'impression à beaucoup de Norvégiens que la question de ses liens avec le parti n'avait jamais été réellement élucidée.

## Sources
- (en) Cet article est partiellement ou en totalité issu de l’article de Wikipédia en anglais intitulé « Nasjonal Samling » (voir la liste des auteurs).